# Alba di fuoco (film)
Alba di fuoco (Dawn at Socorro) è un film del 1954 diretto da George Sherman.
È un film western statunitense con Rory Calhoun, Piper Laurie e Kathleen Hughes.

## Trama
In seguito alla diagnosi di tubercolosi, il pistolero Brett Wade è deciso a cambiare stile di vita e chiudere definitivamente con il proprio passato. L'uomo decide di recarsi a Socorro in diligenza dove viene seguito da Jimmy Rapp che vuole vendetta per un precedente alterco, qui incontrano l'affascinante Rannah Hayes, una delle ragazze del saloon di Dick Braden.

## Produzione
Il film, diretto da George Sherman su una sceneggiatura di George Zuckerman, fu prodotto da William Alland per la Universal International Pictures e girato a Victorville e a Apple Valley, in California.

## Colonna sonora
- Always Younger - musica di Henry Mancini
- Carefree Cowboy - scritta da Oliver Drake
- Cowboy Is Happy - musica di Milton Rosen, parole di Everett Carter
- Western Roses - musica di Hans J. Salter
- Oh You Kid - musica di Milton Rosen, parole di Everett Carter
- Vote for Emily Morgan - scritta da Milton Rosen, Oliver Drake e Jimmy Wakely
- Do the Oo La La - musica di Milton Rosen, parole di Everett Carter
- I Never Say Oui Oui - musica di Milton Rosen, parole di Jack Brooks
- True Love - scritta da Frederick Herbert e Arnold Schwarzwald
- Beyond the Horizon - scritta da Frederick Herbert e Arnold Schwarzwald

## Distribuzione
Il film fu distribuito con il titolo Dawn at Socorro negli Stati Uniti dal 1º settembre 1954 (première a New York il 27 agosto 1954) al cinema dalla Universal Pictures.
Altre distribuzioni:
- in Austria nel marzo del 1955 (Duell in Sokorro)
- in Germania Ovest il 18 marzo 1955 (Duell in Socorro)
- in Belgio l'8 luglio 1955 (Vengeance à l'aube e Wraak bij dageraad)
- in Svezia l'8 agosto 1955 (Duell i gryningen)
- in Francia il 1º ottobre 1955 (Vengeance à l'aube)
- in Danimarca il 4 giugno 1956 (Opgør ved daggry)
- in Portogallo il 18 agosto 1956 (Tudo Por Tudo)
- in Cile (Alborada de sangre)
- in Spagna (Amanecer en Socorro)
- in Brasile (Dinastia do Terror)
- in Grecia (Matomeni avgi; redistribuito poi come Ekdikisis tin avgi)
- in Italia (Alba di fuoco)

## Critica
Secondo il Morandini "tutto è già visto, risaputo e scontato: Sherman però sa copiare bene". Morandini segnala inoltre l'interpretazione di Calhoun.

## Promozione
La tagline è: "LAST OF THE FRONTIER GAMBLERS! (original ad - all caps)".